# Piotrowice (gromada w powiecie jaworskim)
Piotrowice – dawna gromada, czyli najmniejsza jednostka podziału terytorialnego Polskiej Rzeczypospolitej Ludowej w latach 1954–1972.
Gromady, z gromadzkimi radami narodowymi (GRN) jako organami władzy najniższego stopnia na wsi, funkcjonowały od reformy reorganizującej administrację wiejską przeprowadzonej jesienią 1954 do momentu ich zniesienia z dniem 1 stycznia 1973, tym samym wypierając organizację gminną w latach 1954–1972.
Gromadę Piotrowice z siedzibą GRN w Piotrowicach utworzono – jako jedną z 8759 gromad na obszarze Polski – w powiecie jaworskim w woj. wrocławskim, na mocy uchwały nr 14/54 WRN we Wrocławiu z dnia 2 października 1954. W skład jednostki weszły obszary dotychczasowych gromad Piotrowice, Chełmiec i Myślinów ze zniesionej gminy Piotrowice oraz Myślibórz ze zniesionej gminy Paszowice w tymże powiecie. Dla gromady ustalono 21 członków gromadzkiej rady narodowej.
1 stycznia 1972 gromadę zniesiono, a jej obszar włączono do gromady Pomocne, oprócz wsi Piotrowice, którą włączono do gromady Męcinka w tymże powiecie.